# 강정희
강정희(姜正姬, 1962년 4월 13일 ~ )은 대한민국 전라남도의회 의원이다.

## 학력
- 고려대학교 인문정보대학원 사회복지학 석사

## 경력
- 여수성폭력상담소 소장
- 2014년 7월 1일 ~ 2018년 6월 30일: 제10대 전라남도의회 의원
- 2018년 7월 1일 ~ 2022년 6월 30일: 제11대 전라남도의회 의원

## 역대 선거 결과
|  | 67.14% |

|  | 71.5% |